# Robert Bontine Cunninghame Graham
Robert Bontine Cunninghame Graham(Londres, 1852 – Buenos Aires, 1936) était un homme politique, écrivain, journaliste et aventurier écossais. 
En dépit de ses origines sociales et de sa fortune personnelle, il rejoignit le camp travailliste et se présenta aux élections nationales de 1886 avec un programme radical comportant, entre autres propositions, la suppression de la Chambre des lords, l’instauration du suffrage universel, d’amples nationalisations, l’application de la journée de huit heures, et la mise en place d’un gouvernement autonome en Écosse ; élu à la chambre des Communes, il devint ainsi, quoique tout d’abord sous l’étiquette libérale, le premier parlementaire britannique socialiste de l’Histoire. Son franc-parler à la Chambre lui attirera plusieurs suspensions, et son engagement direct aux côtés d’ouvriers en lutte lui vaudra même un séjour en prison.
Œuvrant par ailleurs pour une plus grande autonomie de son Écosse natale, dans le centre de laquelle il possédait de vastes domaines, il fonda ensuite (et fut le premier à présider) le Parti travailliste écossais (1888-1893), cofonda également le Parti national d'Écosse en 1928, et fut désigné, déjà fort âgé, premier président du Parti national écossais en 1934, bien qu’il ne parvînt plus à se faire réélire. Il consacra les dernières décennies de sa vie à rédiger et publier de nombreux ouvrages — biographies, nouvelles, esquisses littéraires, essais, et aussi récits de voyage relatant les périples qu’il avait accomplis dans ses jeunes années notamment en Afrique du Nord et en Amérique latine.

## Jeunesse
Cunninghame Graham était le fils aîné de William Bontine, major de la milice de Renfrew et ancien cornette chez les Royal Scots Greys, avec lesquels il servit en Irlande. Il eut pour mère Anne Elizabeth Elphinstone-Fleeming, fille de l’amiral Charles Elphinstone-Fleeming of Cumbernauld et d’une noble dame espagnole, Doña Catalina Paulina Alejandro de Jiménez, qui passe pour avoir exercé, en même temps que son deuxième mari, l’amiral James Katon, une profonde influence sur l’éducation de Cunninghame Graham ; ainsi, la première langue qu’apprit Cunninghame Graham fut-elle la langue maternelle de sa mère, l’espagnol. Il passa la majeure partie de son enfance dans le domaine familial de Finlaystone dans le Renfrewshire et à Ardoch dans le Dunbartonshire, dans le centre de l’Écosse, en compagnie de ses frères cadets Charles et Malise.
À l’issue de ses études secondaires dans une école privée à Harrow, près de Londres en Angleterre, Robert Bontine acheva sa formation à Bruxelles, en Belgique, avant de se transporter en Argentine, notamment dans la province d'Entre Ríos, pour y faire fortune comme éleveur. Il acquit bientôt dans ce pays la réputation de grand aventurier et de gaucho, et était affectueusement appelé Don Roberto. Il voyagea également au Maroc, déguisé en cheikh turc, fut chercheur d’or en Espagne, se lia d’amitié avec Buffalo Bill au Texas, et donna des cours d’escrime à Mexico, après s’y être rendu dans un convoi de chariots au départ de San Antonio de Bexar en compagnie de celle qu’il faisait passer pour sa jeune épouse, Gabrielle Chideock de la Balmondière, prétendument poète mi-française mi-chilienne.

## Conversion au socialisme

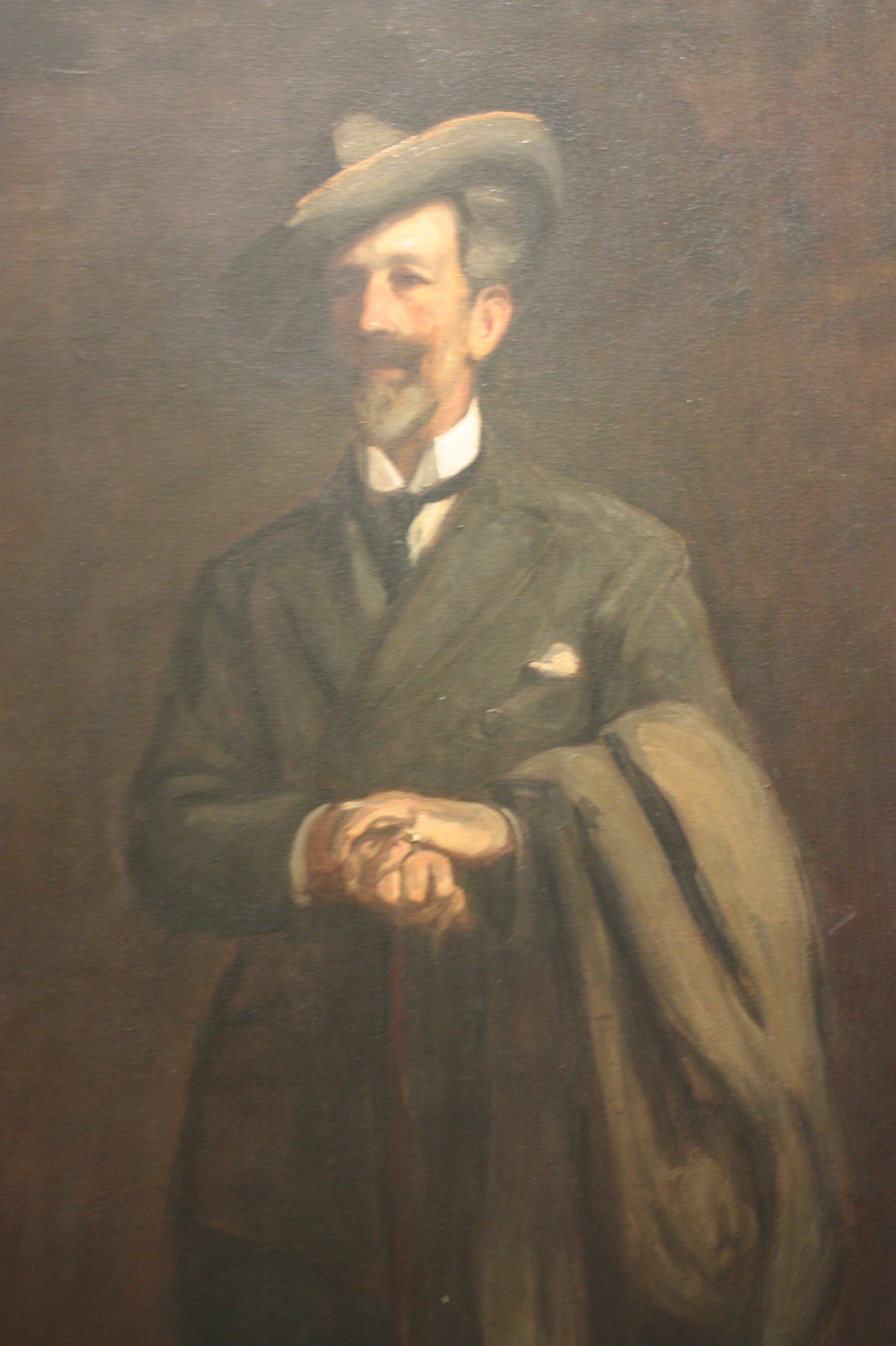
Robert Bontine Cunninghame Graham par John Crealock.

Après la mort de son père en 1883, il rétablit comme son patronyme le nom familial traditionnel Cunninghame Graham, que son père, pour une question d'héritage, avait dû changer en Bontine. Il s'en retourna au Royaume-Uni et se mit à s’intéresser à la politique. Il assista à des meetings socialistes, lors desquels il écouta et rencontra William Morris, George Bernard Shaw, Henry Hyndman, Keir Hardie et John Burns. En dépit de ses origines sociales et de sa fortune, Graham se convertit au socialisme et commença à prendre la parole dans des réunions publiques, faisait alors grande impression comme orateur et se révélant particulièrement habile à remoucher les chahuteurs.

## Député au parlement pour le Parti libéral

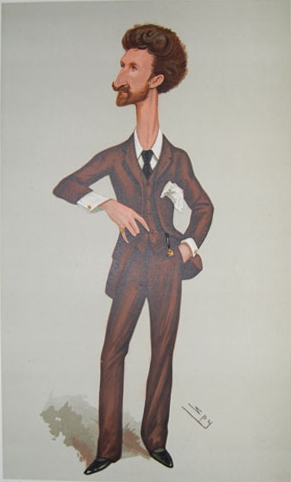
Cunninghame Graham caricaturé par Spy dans un numéro de Vanity Fair de 1888.

Quoique socialiste, il se présenta aux élections générales de 1886 comme candidat du Parti libéral dans la circonscription écossaise North West Lanarkshire. Son programme électoral, d’allure radicale, appelait notamment à :
- l’abolition de la Chambre des lords ;
- l’instauration du suffrage universel ;
- la nationalisation des terres, des mines et des autres industries ;
- la distribution de repas gratuits dans les écoles ;
- la séparation de l’Église et de l’État (disestablishment de l’Église d’Angleterre) ;
- la mise en place d’un gouvernement autonome (Home Rule) en Écosse ;
- l’application de la journée de huit heures.

Appuyé par les libéraux et les socialistes, Graham réussit à battre par 322 voix le candidat unioniste. Auparavant, lors des élections générales de 1885, il avait affronté le même candidat et avait alors été battu de plus de 1100 voix.
Robert Cunninghame Graham refusa de respecter les conventions de la Chambre des communes. Le 12 septembre 1887, il fit l’objet d’une suspension comme parlementaire pour s’être rendu coupable de ce qui fut dénommé alors une référence irrespectueuse à la Chambre des lords. Il fut le premier membre du parlement britannique à subir une suspension de la Chambre des communes pour profération de juron ; le terme incriminé était damn.
Les principaux sujets de préoccupation de Graham à la Chambre des communes étaient le sort des sans-emploi et la préservation des libertés civiques. Il dénonça les tentatives faites par la police en 1886 et 1887 d’empêcher des rassemblements publics et l’exercice de la liberté d’expression. Il participa à la manifestation de protestation tenue sur Trafalgar Square le 13 novembre 1887, qui fut dispersée par la police et reçut le nom de Bloody Sunday ; Graham fut violemment battu lors de son arrestation et emmené au commissariat de Bow Street, où son oncle, le colonel William Hope, s’efforça de le faire libérer sous caution. Cunninghame Graham, que consentit à défendre l’avocat et futur premier ministre Herbert Henry Asquith, ainsi que John Burns, furent reconnus coupables d’implication dans ladite manifestation et condamnés à six semaines d’emprisonnement.
Après que Graham eut été libéré de la prison de Pentonville, il poursuivit sa campagne visant à renforcer les droits des travailleurs et à infléchir leur exploitation économique. En décembre 1888, il fut derechef frappé de suspension de la Chambre des communes pour avoir protesté contre les conditions de travail dans les forges où se fabriquaient les chaînes. Sa réplique au président de la Chambre, « je ne me rétracte jamais », sera plus tard reprise telle quelle par George Bernard Shaw dans le Héros et le Soldat.

## Indépendance de l’Écosse et Parti travailliste écossais
Partisan résolu de l’indépendance de l’Écosse, Graham fut en 1886 cofondateur de la Scottish Home Rule Association (Association pour l’autonomie de l’Écosse) et s’appliqua, pendant qu’il siégeait à la Chambre des communes, à persuader ses collègues parlementaires de l’opportunité d’un parlement écossais. Un jour, Graham plaisanta en disant qu’il souhaitait un « parlement national avec le plaisir de savoir que les impôts étaient gaspillés à Édimbourg plutôt qu’à Londres. »
Tandis qu’il se radicalisait toujours davantage à la Chambre des communes, Graham entreprit de fonder, aux côtés de Keir Hardie, le Parti travailliste écossais (1888-1893). Il finit par quitter le Parti libéral en 1892, pour se présenter dans une nouvelle circonscription en tant que candidat travailliste.
Dans le même temps, il apporta son soutien aux travailleurs lors de leurs conflits sociaux, s’engagea activement aux côtés d’Annie Besant dans la grève des ouvrières des manufactures d’allumettes en 1888 et dans la grève des dockers londoniens de 1889. En juillet 1889, il assista au congrès marxiste de la Deuxième Internationale à Paris en compagnie de James Keir Hardie, William Morris, Eleanor Marx et Edward Aveling. L’année suivante, il prononça à Calais un discours considéré comme tellement révolutionnaire par les autorités qu’il fut mis en arrestation et expulsé de France.
Graham militait en faveur de la journée de huit heures et fit plusieurs tentatives pour faire adopter une loi en ce sens ; si, à l’été 1892, il était parvenu à faire avancer son idée, il ne réussit pas cependant à persuader le gouvernement conservateur et unioniste, dirigé par Lord Salisbury, de prévoir le temps nécessaire à ce que son projet de loi pût être pleinement débattu.
Aux élections générales de 1892, Graham se présenta comme candidat du Parti travailliste écossais pour la circonscription de Glasgow-Camlachie. Il fut toutefois battu, ce qui mit un terme à sa carrière parlementaire. Néanmoins, il demeura actif dans les cercles politiques, aidant notamment son collègue Keir Hardie à fonder le Parti travailliste indépendant et à entrer au parlement en tant que député de West Ham.
Graham continua de croire fermement à l’autonomie de l’Écosse. Il joua un rôle actif dans la création du Parti national d’Écosse (National Party of Scotland, NPS) en 1928 et fut élu premier président du Parti national écossais (Scottish National Party) en 1934. Il fut à plusieurs reprises candidat de l’association estudiantine Glasgow University Scottish Nationalist Association pour le rectorat de l’université de Glasgow, mais perdit l’élection en 1928 de seulement soixante-six voix face à Stanley Baldwin, alors premier ministre.

## Œuvre écrite
Graham publia de son vivant un grand nombre de livres et d’articles. Ses écrits couvrent un large éventail allant de la poésie à la politique, en passant par l’histoire, la biographie, l’essai, le récit de voyage et la fiction (dont dix-sept recueils de nouvelles et esquisses littéraires). Parmi les titres publiés, on relève notamment : Father Archangel of Scotland (1896, écrit conjointement avec sa femme Gabriella), Thirteen Stories (1900), Success (1902), Scottish Stories (1914), Brought Forward (1916), Hope (1917) et Mirages (1936). Ses biographies comprennent Hernando de Soto (1903), Doughty Deeds (biographie de son trisaïeul Robert Graham of Gartmore, 1925) et Portrait of a Dictator (1933). Jean, Lady Polwarth, sa petite-nièce et biographe, publia un recueil de ses nouvelles (ou esquisses) intitulé Beattock for Moffatt and the Best of Cunninghame Graham (1979), tandis qu’Alexander Maitland y ajouta sa propre sélection sous le titre de Tales of Horsemen (1981). Le professeur John Walker édita pour sa part des choix de textes de Graham, intitulés South American Sketches (1978), Scottish Sketches (1982) et North American Sketches (1986), et Kennedy & Boyd ont réédité en cinq volumes les récits et esquisses de Graham. En 1988, la maison d’édition Random House (Pimlico) réédita dans sa collection The Century Travellers les récits de voyage Mogreb-el-Acksa (1898) et A Vanished Arcadia (1901) ; le premier inspira George Bernard Shaw dans la rédaction de sa pièce de théâtre Captain Brassbound's Conversion, et le second fournit la matière du film Mission, qui remporta notamment la Palme d'or en 1986. Plus récemment, la maison The Long Riders Guild Press a réimprimé les relations de ses périples équestres dans sa Cunninghame Graham Collection, et Kessinger Publishing a réédité plus d’une quinzaine de titres à ce jour.
Cunninghame Graham vint en aide à Joseph Conrad, en effectuant des recherches pour Nostromo et en le présentant à son éditeur Edward Garnett chez Gerald Duckworth and Company. Parmi ses amis et connaissances littéraires, on note les noms de Ford Madox Ford, John Galsworthy, William Henry Hudson, George Bernard Shaw (qui reconnut ouvertement sa dette envers lui concernant Captain Brassbound's Conversion ainsi que pour une phrase-clef dans Arms and the Man) et G. K. Chesterton, qui le proclama « le roi des auteurs de préfaces » et déclara notoirement dans son autobiographie que si Cunninghame Graham ne serait jamais être autorisé à devenir premier ministre, il « avait accompli l’aventure d’être Cunninghame Graham », ce que Shaw qualifia  « de performance tellement fantastique qu’on ne le croirait jamais dans un roman ».

## Cunninghame Graham dans les arts
Cunninghame Graham fut un soutien indéfectible des artistes de son temps et était très recherché comme sujet de tableau. Il posa pour des artistes tels que William Rothenstein, qui représenta Don Roberto en The Fencer (l’escrimeur), ou que John Lavery, de qui le célèbre Don Roberto: Commander for the King of Aragon in the Two Sicilies (litt. Don Roberto : Commandant pour le roi d’Aragon dans les Deux-Siciles) ornera pendant de longues années la couverture de Nostromo de Conrad dans la collection de poche Penguin et à qui l’on doit également un portrait équestre de Don Roberto monté sur son cheval favori Pampa, ou encore que G. P. Jacomb-Hood, qui peignit son portrait officiel lors de son entrée au parlement, et qui était, de même que Whistler, l’un de ses amis intimes. George Washington Lambert fit de lui une peinture à l’huile le montrant sur son cheval Pinto, et James McBey brossa son portrait à l’âge mûr. Il existe aussi des bustes de Graham, sculptés par Weiss et Jacob Epstein. William Strang, artiste originaire de Dumbarton, utilisa Cunninghame Graham comme modèle pour sa série d’estampes de Don Quichote. Comme de juste, il fut aussi la cible de caricaturistes tels que Tom Merry, qui le croqua en tenue de prisonnier, et que Max et Spy de la revue Vanity Fair.

## Dernières années
Robert Cunninghame Graham garda toute sa vivacité d’esprit, montait à cheval chaque jour même après qu’il eut passé les 80 ans, et ne cessa jamais d’écrire. Il exerçait la présidence de la section écossaise du PEN Club, et continua de s’occuper de politique. Il mourut d’une pneumonie le 20 mars 1936, à l’hôtel Plaza de Buenos Aires, en Argentine, après une visite au lieu de naissance de son ami William Hudson. Son corps, exposé dans une chapelle ardente à la Casa del Teatro, fit l’objet d’un hommage national, sous l’égide du président de la république argentine Agustín Pedro Justo, avant que sa dépouille ne fût rapatriée en Écosse pour y être inhumée auprès de son épouse, le 18 avril 1936, dans le prieuré d’augustins sis sur l’île d’Inchmahome, au milieu du lac de Menteith, dans le Stirling. L’année suivante, en juin 1937, un monument, le mémorial Cunninghame Graham, était dévoilé à Castlehill, dans les environs de la ville de Dumbarton, non loin de la maison familiale d’Ardoch. Nonobstant que le monument fût déplacé vers Gartmore en 1981, plus près du domaine principal des Graham — domaine que du reste l’on fut forcé de vendre en 1901 au richissime armateur et fondateur de la Clan Line, Charles Cayzer —, le Cunninghame Graham Memorial Park (qui se trouve sous la protection du National Trust for Scotland) est toujours affectueusement surnommé the Mony par la population locale. Ses propriétés à Ardoch et sa baronnie féodale de Gartmore sont passés à son neveu, le capitaine (ultérieurement amiral) Angus Cunninghame Graham, fils unique de son frère Charles Elphinstone-Fleeming Cunninghame Graham, MVO.

## Œuvres
- Notes on the district of Menteith: for tourists and others (1895)
- Father Archangel of Scotland and other essays (1896)
- Mogreb-el-Acksa: A Journey in Morocco (1898)
- Aurora La Cujiñi: A Realistic Sketch in Seville (1898)
- The Ipané (1899)
- Thirteen Stories (1900)
- A Vanished Arcadia: Being Some Account of the Jesuits in Paraguay, 1607 to 1767 (1901)
- Success (1902)
- Hernando de Soto; together with an account of one of his captains, Gonçalo Silvestre (1903)
- Progress (1905)
- His People (1906)
- Santa Teresa: being some account of her life and times (1907)
- Rhymes from a world unknown (Preface) (1908)
- Faith (1909)
- Hope (1910)
- Charity (1912)
- A Hatchment (1913)
- Scottish Stories (1914)
- Bernal Diaz del Castillo : being some account of him (1915)
- Brought Forward (1917)
- A Brazilian mystic: being the life and miracles of Antonio Conselheiro (1920)
- The Conquest of New Granada: Being the Life of Gonzalo Jimenez de Quesada (1922)
- Cartagena and the banks of the Sinú (1922)
- Doughty deeds: an account of the life of Robert Graham of Gartmore (1925)
- Pedro de Valdivia, conqueror of Chile (1926)
- Redeemed: And Other Sketches (1927)
- Jose Antonio Paez (1929)
- Thirty Tales & Sketches (1929)
- Writ in sand (1932)
- Portrait of a dictator: Francisco Solano Lopez (1933)
- Mirages (1936)
- Rodeo: A Collection of the Tales and Sketches (1936)